# Partido judicial de Daroca
El partido judicial de Daroca, es un Partido Judicial de la provincia de Zaragoza, España. Es el número 6 de los siete partidos judiciales de la provincia.

## Municipios pertenecientes
Relación de municipios que pertenecen al partido judicial de Daroca:
1. Abanto
2. Acered
3. Aguarón
4. Aguilón
5. Aladrén
6. Aldehuela de Liestos
7. Anento
8. Atea
9. Badules
10. Balconchán
11. Berrueco
12. Cariñena
13. Cerveruela
14. Codos
15. Cosuenda
16. Cubel
17. Las Cuerlas
18. Daroca
19. Encinacorba
20. Fombuena
21. Fuentes de Jiloca
22. Gallocanta
23. Langa del Castillo
24. Lechón
25. Mainar
26. Manchones
27. Miedes de Aragón
28. Montón
29. Murero
30. Nombrevilla
31. Orcajo
32. Paniza
33. Retascón
34. Romanos
35. Santed
36. Torralba de los Frailes
37. Torralbilla
38. Used
39. Val de San Martín
40. Valdehorna
41. Villadoz
42. Villafeliche
43. Villanueva de Jiloca
44. Villar de los Navarros
45. Villarreal de Huerva
46. Villarroya del Campo
47. Vistabella